# 李小敏
李小敏（1959年5月—），男，汉族，山东东阳人，中华人民共和国政治人物。南京大学历史系欧洲资本主义经济社会发展史专业毕业，城市发展战略专业在职研究生学历，法学博士学位。中共十九大代表，第十二届全国人大代表。

## 生平
1982年11月加入中国共产党，1983年8月参加工作。历任中共江苏省委组织部综合干部处副处长、处长、办公室主任、副部长等职务。2003年4月，任江苏省人民政府秘书长、办公厅主任。2008年1月任江苏省副省长，晋升副部级。
2011年3月，任中共江苏省委常委、政法委书记。2015年3月30日，任中共无锡市委书记。2015年11月，不再兼任省委政法委书记职务。2019年1月17日，当选江苏省人大常委会副主任。次月任江苏省人大常委会党组副书记、副主任，主持日常工作。